# Ricardo Salles (historiador)
Ricardo Henrique Salles (São Paulo, 1950 — Rio de Janeiro, 1 de novembro de 2021), conhecido comumente apenas por Ricardo Salles, foi um historiador e escritor brasileiro, autor de diversos livros. Destaque-se Joaquim Nabuco: um Pensador do Império, Guerra do Paraguai - Escravidão e Cidadania na Formação do Exército e Nostalgia Imperial: a Formação da Identidade Nacional no Brasil do segundo reinado.

## Carreira
Uma de suas mais importantes contribuições a historiografia nacional, diz respeito a seus estudos sobre a Guerra do Paraguai. Nele, o autor destaca que a guerra gerou uma séria contradição no seio da sociedade imperial, entre cidadania e escravidão.
Ricardo Salles foi estudante universitário nos anos 70. Engajou-se no movimento estudantil, mais particularmente na Política Operária, em sua Fração Bolchevique e na luta contra a ditadura militar brasileira e por isso foi preso. Voltou à militância política ainda nos anos 70, agora na Ação Popular. Sua estadia na prisão foi curta, mas este episódio marcou o seu abandono da universidade, para onde só voltaria, cerca de 20 anos depois. Durante este período iniciou os seus estudos sobre a Guerra do Paraguai e lançou o seu famoso livro.
No inicio da década de 90, Salles volta ao meio acadêmico e em menos de dez anos termina a sua graduação e alcança os títulos de mestrado e doutorado.
Em 1999, é agraciado como vencedor do Concurso Nacional de Ensaios sobre Joaquim Nabuco, promovido pelo Ministério da Cultura e pela Fundação Nestlé.
Já lecionou na Faculdade de Formação de Professores da UERJ, onde chegou a ser diretor do Programa de Pós-graduação. Por razões pessoais, pediu exoneração. Nos últimos anos, lecionava na Universidade Federal do Estado do Rio de Janeiro (Uni-Rio).
Continuou seus trabalhos na área de história do Brasil Império, especificamente na temática da escravidão, com recorte espacial na cidade de Vassouras - RJ. Seu último livro, E o Vale era o escravo. Vassouras, século XIX - senhores e escravos no coração do Império, traz os resultados dessa pesquisa. Faleceu a 1 de novembro de 2021.